# Aulaç
Aulaç (en francès Aulas) és un municipi francès situat al departament del Gard i a la regió d'Occitània.